# Lasioglossum allonotum
Lasioglossum allonotum är en biart som först beskrevs av Cockerell 1936.  Lasioglossum allonotum ingår i släktet smalbin, och familjen vägbin. Inga underarter finns listade i Catalogue of Life.